# Communauté de communes Entre la Grosne et le Mont Saint-Vincent
La Communauté de communes entre la Grosne et le Mont Saint-Vincent est une ancienne structure intercommunale française située dans le département 
de Saône-et-Loire et la région Bourgogne-Franche-Comté.

## Composition
| Nom                        | Code Insee | Gentilé       | Superficie (km2) | Population (dernière pop. légale) | Densité (hab./km2) |
| -------------------------- | ---------- | ------------- | ---------------- | --------------------------------- | ------------------ |
| Savigny-sur-Grosne (siège) | 71507      |               | 6,52             | 181 (2014)                        | 28                 |
| Ameugny                    | 71007      | Ameugnaquois  | 6,47             | 166 (2014)                        | 26                 |
| Bissy-sous-Uxelles         | 71036      | Bissellois    | 3,10             | 70 (2014)                         | 23                 |
| Bonnay                     | 71042      |               | 11,99            | 338 (2014)                        | 28                 |
| Burnand                    | 71067      | Beurnanciaux  | 6,52             | 125 (2014)                        | 19                 |
| Burzy                      | 71068      | Burzinois     | 5,31             | 72 (2014)                         | 14                 |
| Chapaize                   | 71087      | Chapaiziens   | 13,76            | 148 (2014)                        | 11                 |
| Collonge-en-Charollais     | 71139      | Collongeois   | 12,17            | 142 (2014)                        | 12                 |
| Cormatin                   | 71145      | Cormatinois   | 9,17             | 563 (2014)                        | 61                 |
| Cortevaix                  | 71147      | Cortevaisiens | 10,42            | 255 (2014)                        | 24                 |
| Curtil-sous-Burnand        | 71164      | Curtilois     | 8,34             | 134 (2014)                        | 16                 |
| Genouilly                  | 71214      |               | 10,88            | 429 (2014)                        | 39                 |
| Joncy                      | 71242      | Joncynois     | 15,15            | 535 (2014)                        | 35                 |
| Le Puley                   | 71363      |               | 5,30             | 91 (2014)                         | 17                 |
| Le Rousset                 | 71375      |               | 24,74            | 249 (2014)                        | 10                 |
| Malay                      | 71272      |               | 12,14            | 232 (2014)                        | 19                 |
| Marizy                     | 71279      |               | 30,75            | 443 (2014)                        | 14                 |
| Mary                       | 71286      |               | 14,55            | 231 (2014)                        | 16                 |
| Mont-Saint-Vincent         | 71320      |               | 13,60            | 336 (2014)                        | 25                 |
| Saint-Clément-sur-Guye     | 71400      |               | 7,40             | 134 (2014)                        | 18                 |
| Saint-Gengoux-le-National  | 71417      | Jouvenceaux   | 9,36             | 1 043 (2014)                      | 111                |
| Saint-Huruge               | 71427      | Hurugeois     | 4,03             | 56 (2014)                         | 14                 |
| Saint-Martin-la-Patrouille | 71458      |               | 6,76             | 63 (2014)                         | 9,3                |
| Saint-Micaud               | 71465      |               | 20,91            | 274 (2014)                        | 13                 |
| Saint-Romain-sous-Gourdon  | 71477      |               | 18,78            | 467 (2014)                        | 25                 |
| Saint-Ythaire              | 71492      |               | 9,30             | 125 (2014)                        | 13                 |
| Vaux-en-Pré                | 71563      |               | 4,39             | 91 (2014)                         | 21                 |

## Historique
- La communauté de communes a vu le jour le 1er janvier 2014 à partir de la fusion entre les communautés de commune autour du Mont Saint-Vincent et entre Grosne et Guye[1],[2].
- Le 1er janvier 2017, avec la mise en place du nouveau schéma départemental de coopération intercommunale, la communauté de communes est dissoute. Ses communes sont rattachées aux intercommunalités suivantes :
  - Communauté urbaine Creusot-Montceau
  - Communauté de communes du Clunisois
  - Communauté de communes Entre Saône et Grosne
  - Communauté de communes du Sud Côte chalonnaise
  - Communauté de communes du Grand Charolais

## Tourisme
La communauté de communes entre la Grosne et le Mont Saint-Vincent est l'une des quatre communautés de communes composant le pays d'art et d'histoire « entre Cluny et Tournus » (avec celles de Cluny, Lugny et Tournus).